# Crypturellus strigulosus
Crypturellus strigulosus là một loài chim trong họ Tinamidae.